# Volkhard Wels
Volkhard Wels (geboren 1964) ist ein deutscher Literaturwissenschaftler.

## Leben
Von 1985 bis 1993 studierte Wels Germanistik, Philosophie und Religionswissenschaft an der FU Berlin und an verschiedenen Hochschulen in Paris. Nach der Promotion 1998 in Deutscher Literaturwissenschaft an der FU Berlin und der Habilitation 2008 an der Universität Potsdam ist er seit 2016 W2-Professor für Wissensgeschichte der Frühen Neuzeit.
Seine Forschungsschwerpunkte sind Wissensgeschichte der Frühen Neuzeit (Grammatik, Rhetorik und Dialektik, Universitäts- und Wissenschaftsgeschichte, (Al-)Chemie, Paracelsismus und Medizingeschichte, Religionsgeschichte und literarhistorische Schwerpunkte (Geschichte der Poetik und Dichtungstheorie), Genese des Fiktions- und Inspirationsbegriffs, Geschichte der Metrik und Verstechnik, Drama und Theater der Frühen Neuzeit, religiöse Dichtung).

## Schriften (Auswahl)
- Triviale Künste. Die humanistische Reform der grammatischen, dialektischen und rhetorischen Ausbildung an der Wende zum 16. Jahrhundert. Berlin 2000, ISBN 3-89693-145-8.
- Der Begriff der Dichtung in der Frühen Neuzeit. Berlin 2009, ISBN 3-11-022427-5.
- Manifestationen des Geistes. Frömmigkeit, Spiritualismus und Dichtung in der Frühen Neuzeit. Göttingen 2014, ISBN 3-8471-0214-1.
- Kunstvolle Verse. Stil- und Versreformen um 1600 und die Entstehung einer deutschsprachigen „Kunstdichtung“. Wiesbaden 2018, ISBN 3-447-11073-2.